# Stazione di Vado Ligure Zona Industriale
La stazione di Vado Ligure Zona Industriale, è una stazione ferroviaria, sita nell'omonimo comune, posta sulla diramazione della ferrovia Genova-Ventimiglia che collega la stazione di Savona Parco Doria al bacino portuale di Vado Ligure.

## Storia

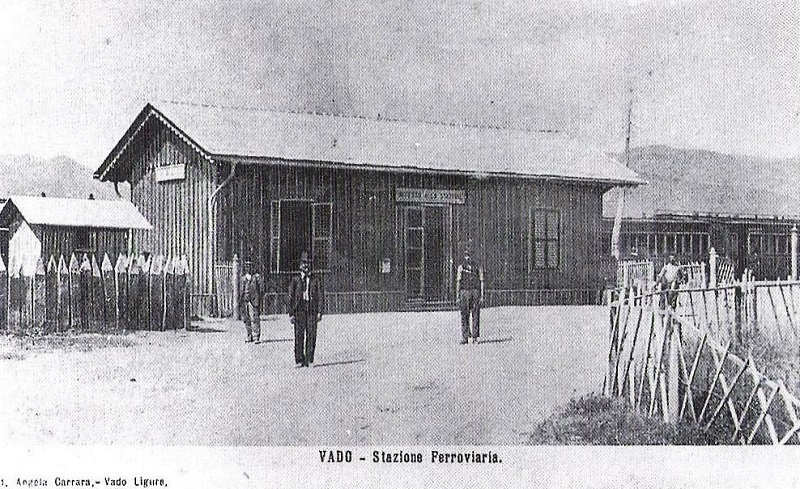
L'originario fabbricato viaggiatori in legno

La stazione venne inaugurata nel 1872 con la denominazione iniziale di "Vado Ligure" in concomitanza con l'attivazione del tronco Savona-Ventimiglia della ferrovia Genova-Ventimiglia. Il 16 agosto 1915 venne inoltre inaugurato un raccordo di 1,948 km con lo scalo marittimo.
Il fabbricato viaggiatori, inizialmente una modesta struttura in legno, simile a molte altre presenti lungo la stessa linea venne riedificato in stile razionalista su progetto di Roberto Narducci.
La stazione cessò di essere attiva per il servizio viaggiatori nel 1977, quando venne attivato il raddoppio della linea tra le stazioni Varazze e Finale Ligure Marina, venendo di fatto sostituita con la fermata di Quiliano-Vado Ligure, poco utilizzata in quanto distante dai centri abitati. A differenza di quel che accadde con le altre stazioni poste lungo il vecchio tracciato, la stazione rimase attiva, prendendo la denominazione odierna, poiché il tratto era necessario a mantenere il collegamento con l'attiguo stabilimento di costruzione di rotabili e con il porto di Vado, pur subendo un forte ridimensionamento in termini di traffico.
Un nuovo raccordo di collegamento con il porto è stato realizzato nel 1998, in occasione dell'ampliamento del terminal, ed è stato ulteriormente potenziato nel 2008, con una variante di tracciato che permette di evitare l'attraversamento del centro abitato.
Dal 13 dicembre 2015 la linea da Savona Parco Doria è stata chiusa alla circolazione ferroviaria in quanto la giurisdizione è stata trasmessa alla competente Autorità Portuale. Questa dizione non sottintendeva l'inutilizzo della tratta, ma solamente che i treni che vi circolavano lo facevano esclusivamente in regime di manovra in ambito portuale.
Dal 28 novembre 2021 la stazione perde lo status di località di servizio e viene declassata a semplice fascio di binari posto nell'ambito dei raccordi Bombardier, Tirreno Power e Autorità Portuale. Contestualmente, venne attivato un nuovo fascio di binari a Savona Parco Doria, denominato "Parco Vado Ligure" avente 3 binari centralizzati e 3 secondari. I binari centralizzati hanno capacità pari a 440 m (I), 485 m (II) e 515 m (III) e sono gestiti tramite un apparato centrale computerizzato dedicato.

## Strutture e impianti

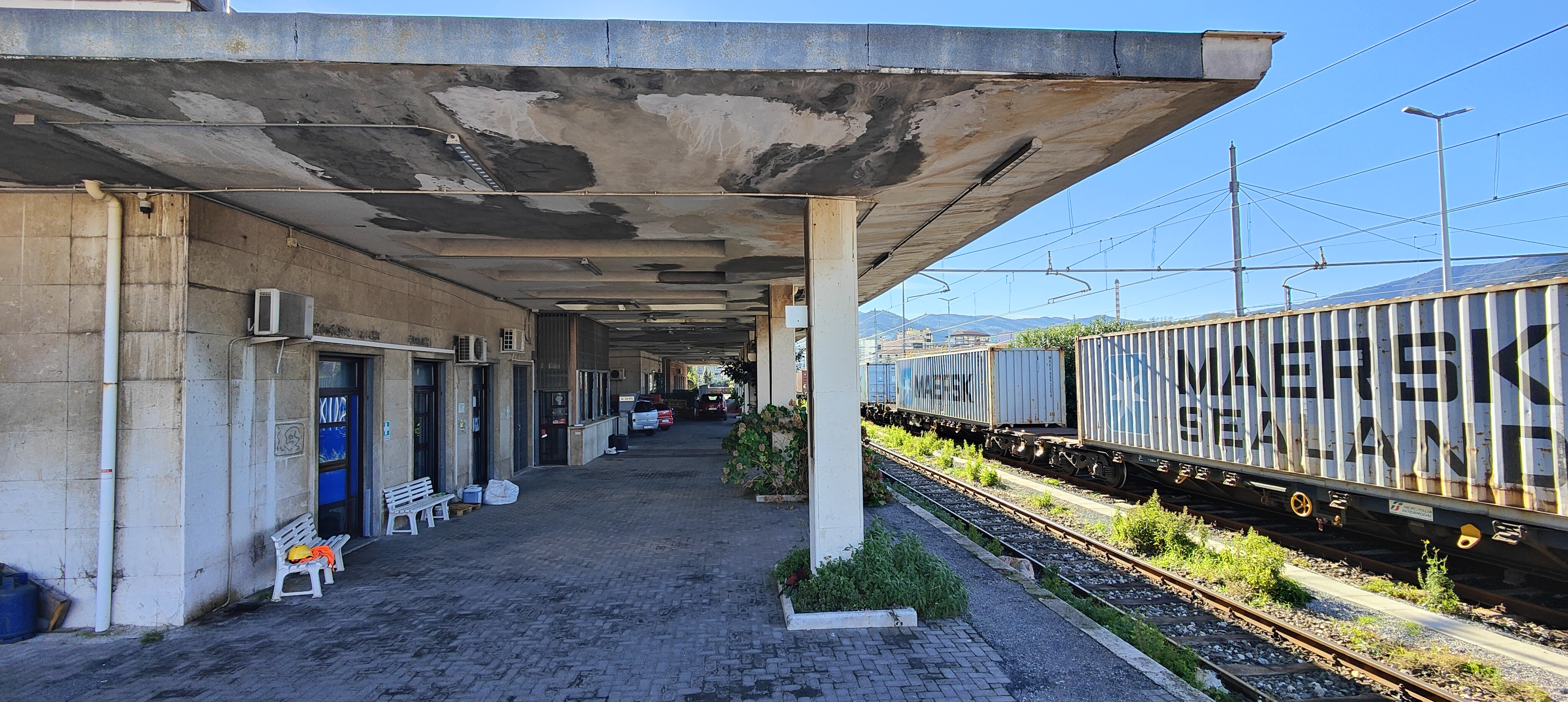
La stazione di Vado: banchina a servizio del primo binario

La stazione è composta da un fabbricato viaggiatori, che al 2020 ospita un teatro e un ristorante, da due banchine per il movimento passeggeri e da 11 binari. Disponeva anche di uno scalo merci avente un magazzino, un piano caricatore e tre tronchini di cui uno direttamente al servizio della banchina alta. Immediatamente a ponente della stazione, al principio del raccordo diretto al porto, si diramano due binari diretti ai vicini depositi della Esso Italiana.
Le due banchine, aventi anche delle pensiline e collegate tramite un sottopassaggio, non sono più utilizzate dalla cessazione del servizio passeggeri nel 1977 e sono quindi in stato di abbandono. In direzione Savona sono presenti, ai margini della seconda banchina, gli uffici della dirigenza del movimento.

## Movimento
L'impianto è interessato da traffico merci esercitato all'interno dell'area portuale e dal traffico di manovre in entrata ed uscita dallo stabilimento attiguo.

## Servizi
La stazione disponeva di:
- Biglietteria a sportello
- Sala d'attesa
- Servizi igienici
- Bar